# Liwasang Bonifacio

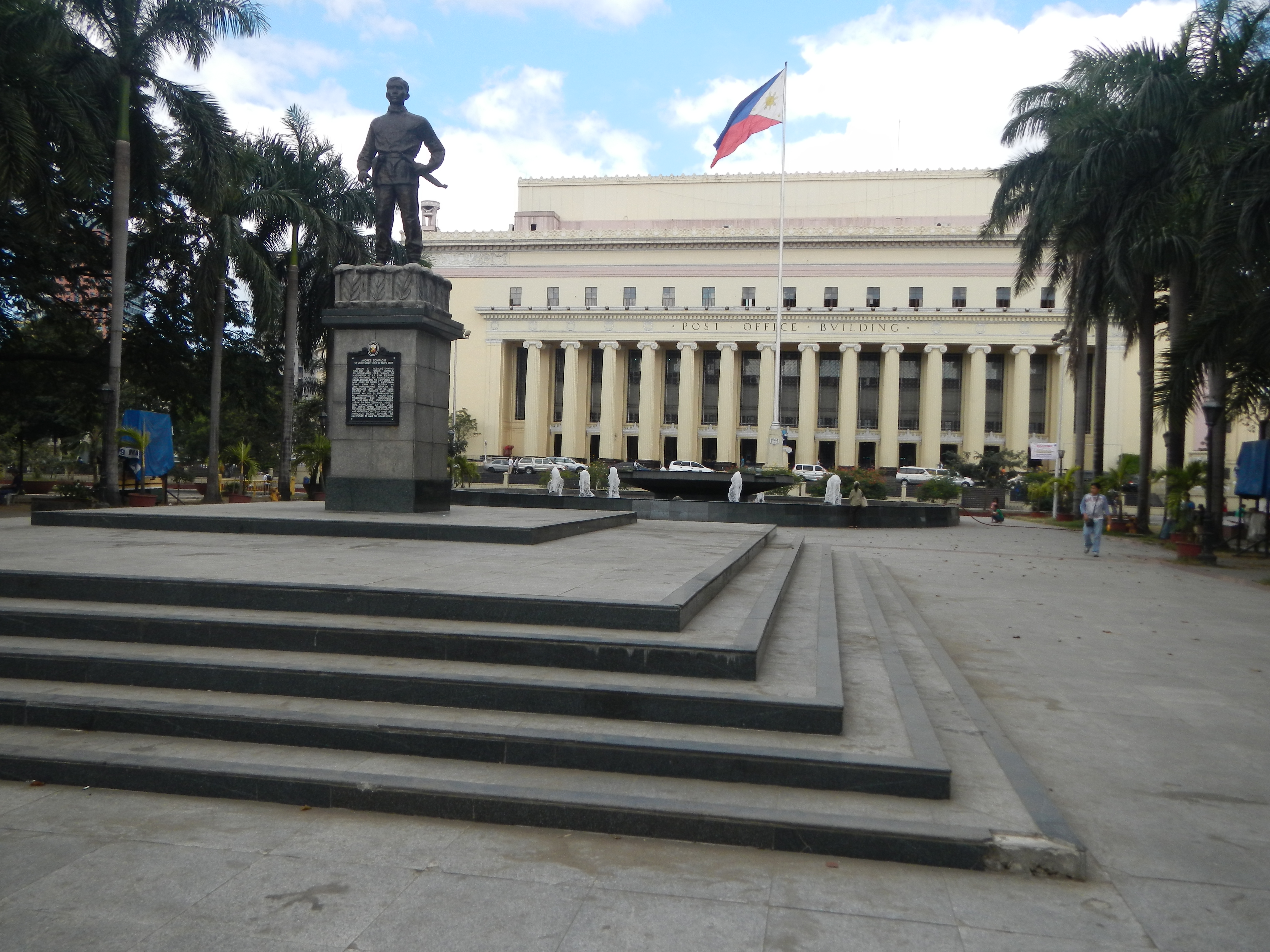
Liwasang Bonifacio, con la estatua de Andrés Bonifacio en primer plano

El Liwasang Bonifacio (Plaza Bonifacio), también conocido por su nombre anterior, Plaza Lawton, es una plaza de la ciudad filipina de Manila, ubicada en el distrito de Ermita, frente a la oficina central de correos.
Históricamente conocida como la Plaza del Fortín (debido al Cuartel del Fortín, una instalación militar española en la zona), la plaza pasó a llamarse Plaza Lawton tras la guerra Hispano-estadounidense en honor a Henry Ware Lawton, un general estadounidense asesinado durante la guerra entre Filipinas y Estados Unidos. En 1963, recibió su nombre actual en honor al líder revolucionario Andrés Bonifacio, quien fundó el movimiento independentista Katipunan. Un monumento en su honor ahora se encuentra en el centro de la plaza.
La plaza es un sitio popular de protestas y manifestaciones organizadas por varios grupos de izquierda, siendo uno de los 4 parques de la libertad en la ciudad de Manila, donde se pueden realizar protestas y manifestaciones sin necesidad de permiso de las autoridades locales.